# Андреевка (Носовский район)
Андреевка (укр. Андріївка) — село в Нежинском районе Черниговской области Украины. Население 81 человек. Занимает площадь 0,012 км².
Код КОАТУУ: 7423882002. Почтовый индекс: 17122. Телефонный код: +380 4642.

## Власть
Орган местного самоуправления — Носовский городсткой  совет. Почтовый адрес: 17122, Черниговская обл., Нежинской р-н, г. Носовка , ул. Центральная , 18.